# 清华附中站
清华附中站是郑州地铁4号线與6号线的地铁換乘站，位于中华人民共和国河南省郑州市郑东新区（行政区划属于金水区）龙湖中环北路与龙津路交叉口地下。该站以临近的清华附中郑州学校命名。

## 车站结构
清华附中站分为4号线车站和6号线车站两部分，4号线车站的主体结构位于龙湖中环北路与龙津路交叉口的地下，呈东西向，为地下二层车站。6号线车站的主体结构位于4号线车站以北的龙津路地下，呈南北向，为地下三层车站，与4号线车站呈“T”形交叉。

### 车站楼层
清华附中站4号线车站的主体结构为地下二层车站，B1层为站厅层，B2层为站台层。6号线车站的主体结构为地下三层车站，B1层为站厅层，B2层为设备层，B3层为站台层。

#### 4号线车站楼层
| 1F  | 地面     | A、B、C、F出入口                                                  | A、B、C、F出入口                                                  | A、B、C、F出入口                                                  |
| B1F | 站厅     | 客服中心、自动售票机、行李检查、闸机、车站控制室 连通 █ 6号线站厅 | 客服中心、自动售票机、行李检查、闸机、车站控制室 连通 █ 6号线站厅 | 客服中心、自动售票机、行李检查、闸机、车站控制室 连通 █ 6号线站厅 |
| B2F | █ 4号线  | 往老鸦陈方向（森林公园北）                                        | 往老鸦陈方向（森林公园北）                                        | 往老鸦陈方向（森林公园北）                                        |
| B2F | 岛式站台 |                                                                   | 至站厅 至 █ 6号线站台                                             | 卫生间                                                            |
| B2F | █ 4号线  | 往郎庄方向（龙湖中环北）                                          | 往郎庄方向（龙湖中环北）                                          | 往郎庄方向（龙湖中环北）                                          |

#### 6号线车站楼层
| 1F  | 地面     | D、E出入口                                                        | D、E出入口                                                        | D、E出入口                                                        |
| B1F | 站厅     | 客服中心、自动售票机、行李检查、闸机、车站控制室 连通 █ 4号线站厅 | 客服中心、自动售票机、行李检查、闸机、车站控制室 连通 █ 4号线站厅 | 客服中心、自动售票机、行李检查、闸机、车站控制室 连通 █ 4号线站厅 |
| B2F | 设备层   | 车站设备                                                          | 车站设备                                                          | 车站设备                                                          |
| B3F | █ 6号线  | 往贾峪方向（金融岛西）                                            | 往贾峪方向（金融岛西）                                            | 往贾峪方向（金融岛西）                                            |
| B3F | 岛式站台 | 卫生间                                                            | 至站厅                                                            | 至 █ 4号线站台                                                    |
| B3F | █ 6号线  | 往贾峪方向（金融岛西）                                            | 往贾峪方向（金融岛西）                                            | 往贾峪方向（金融岛西）                                            |

### 站厅
清华附中站的4号线车站和6号线车站各设一个站厅，均位于B1层，并分别设有客服中心和自动售票机等设施。站厅由闸机和栏杆分隔为付费区和非付费区，6号线站厅南端与4号线站厅连通，付费区和非付费区均互相连接。两座站厅的付费区内均设有自动扶梯、楼梯和无障碍电梯，连接对应的站台。在两座站厅连接处的西侧设卫生间和母婴室。

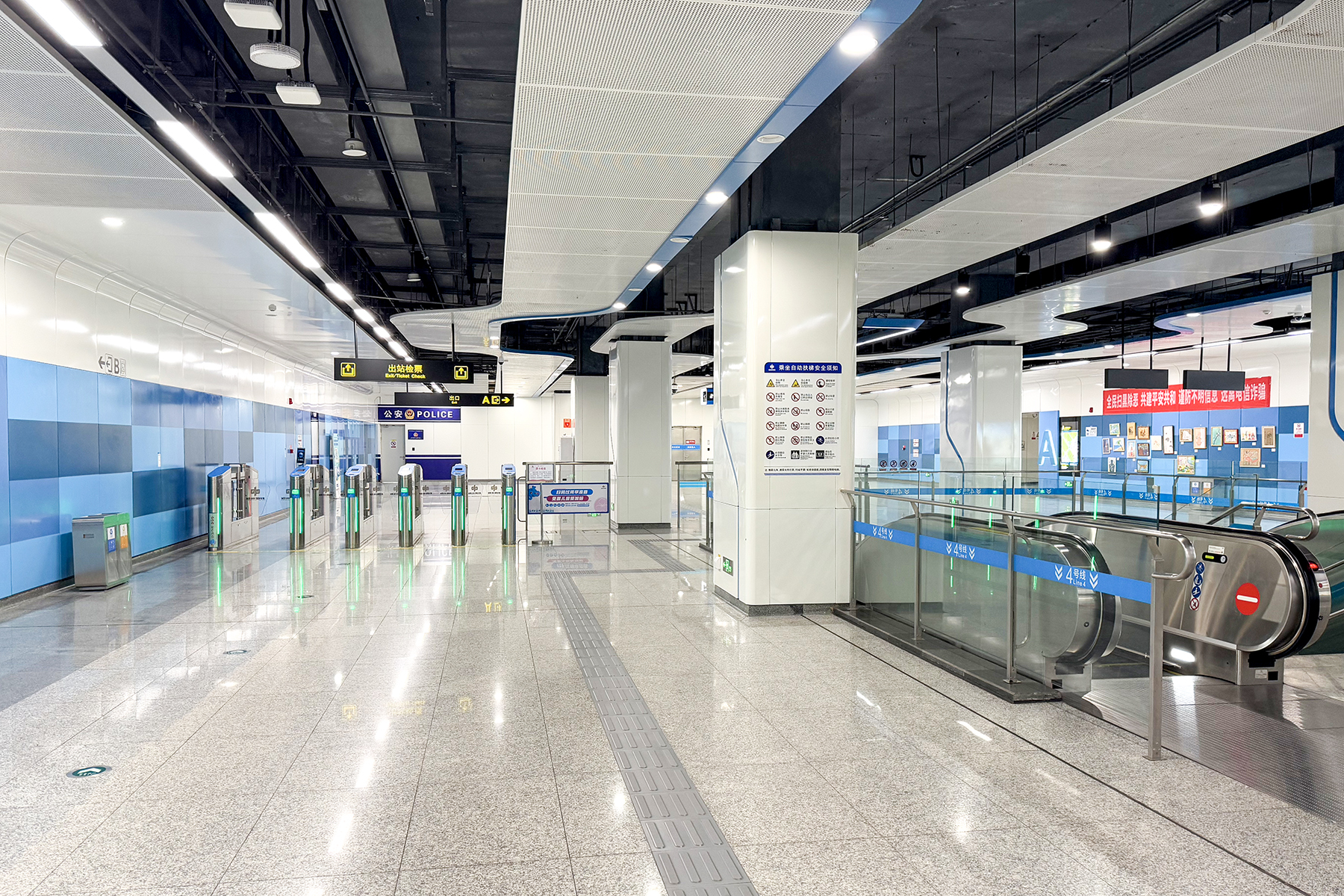
4号线站厅
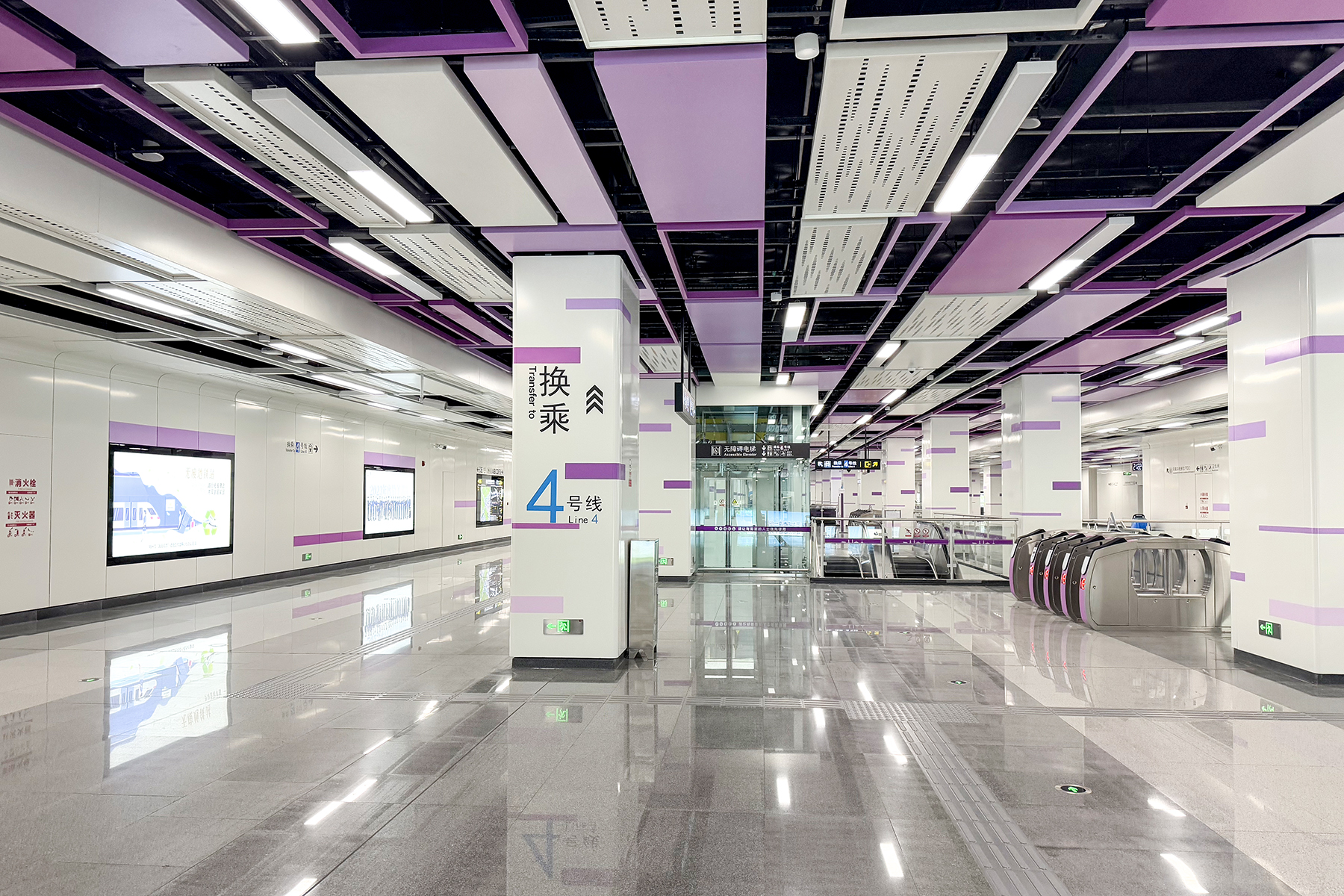
6号线站厅
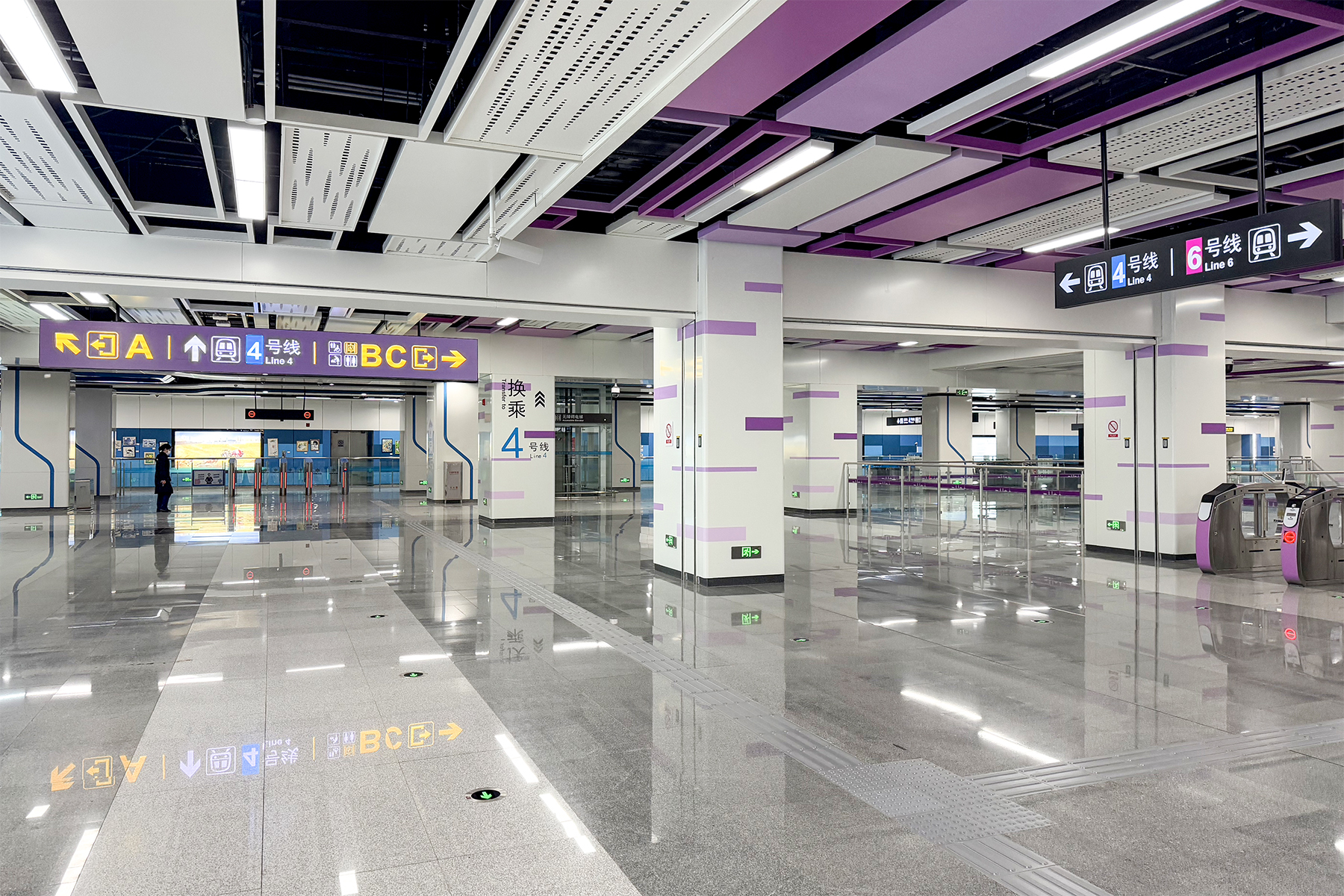
6号线站厅与4号线站厅连接处

### 站台
清华附中站的4号线车站和6号线车站各设1座岛式站台，均安装有高站台门。4号线站台位于B2层，呈东西向，北侧站台面由老鸦陈方向列车的使用，南侧站台面由郎庄方向的列车使用，站台东端设卫生间和母婴室。6号线站台位于B3层，呈南北向，两个站台面均同时作为终到站台和始发站台，平时仅使用西侧站台面。两座岛式站台呈“T”形交叉，4号线站台的中部设有换乘楼梯，与6号线站台南端相连，形成T形换乘节点。

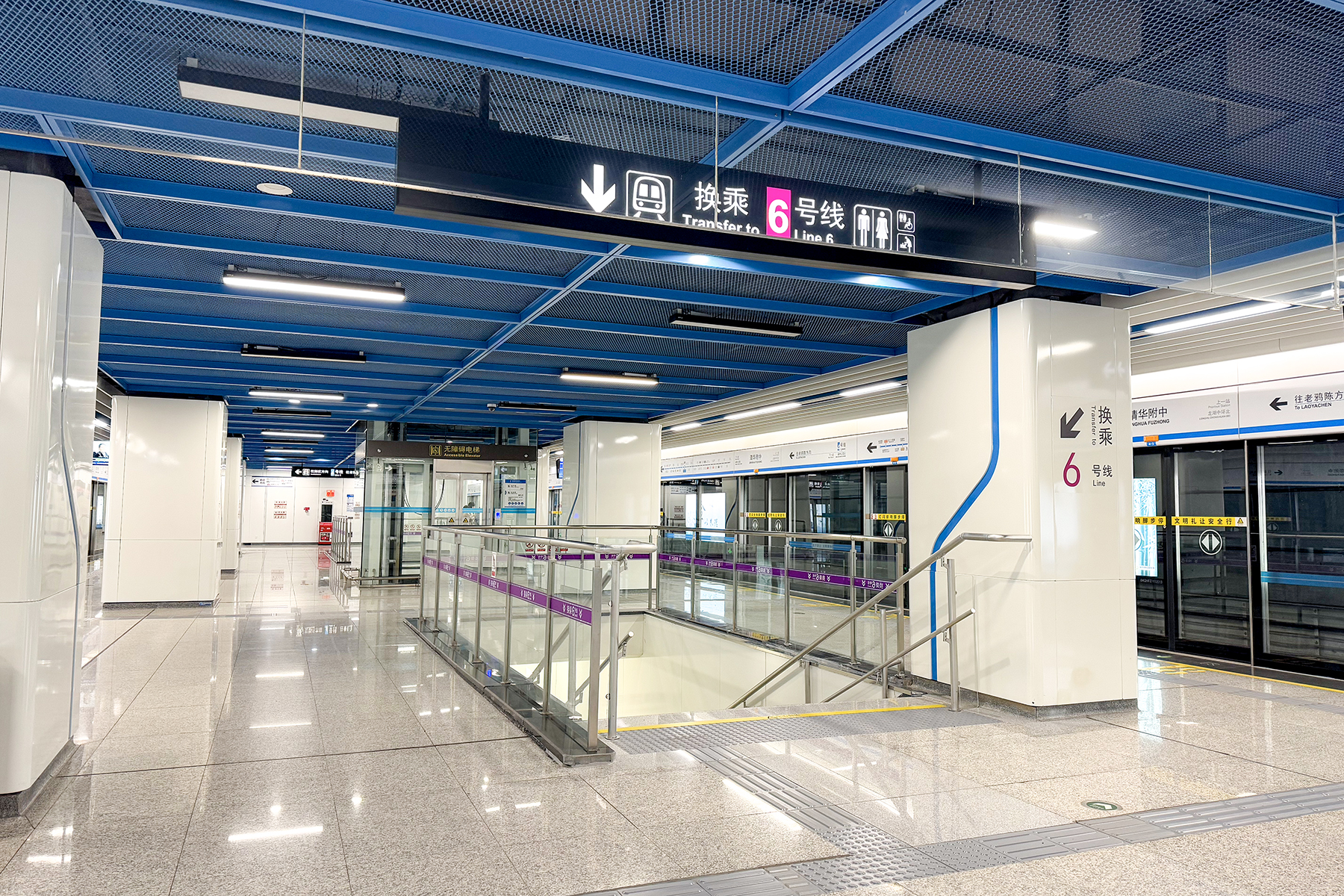
4号线站台中部的换乘楼梯口
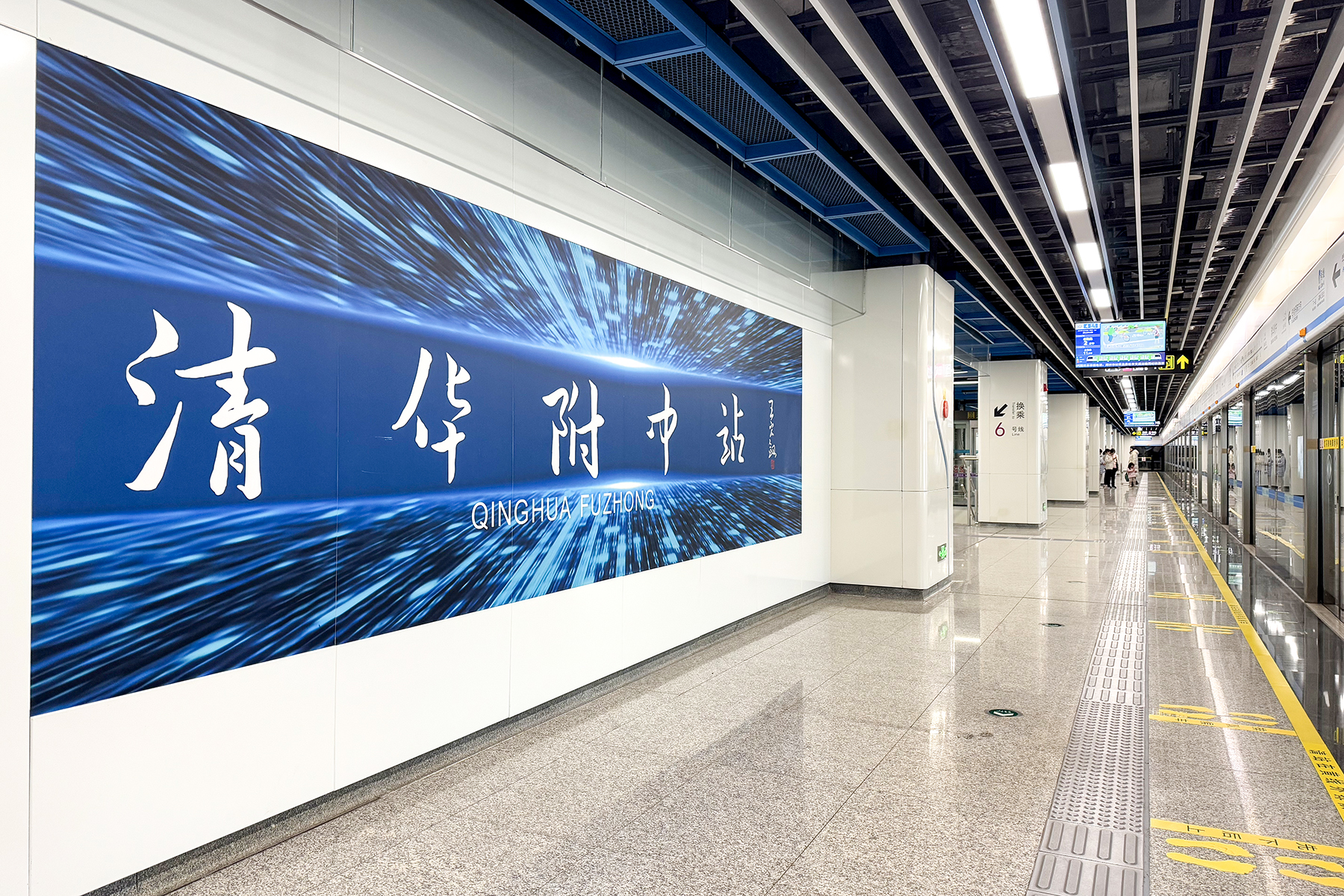
4号线站台上的站名书法大字壁
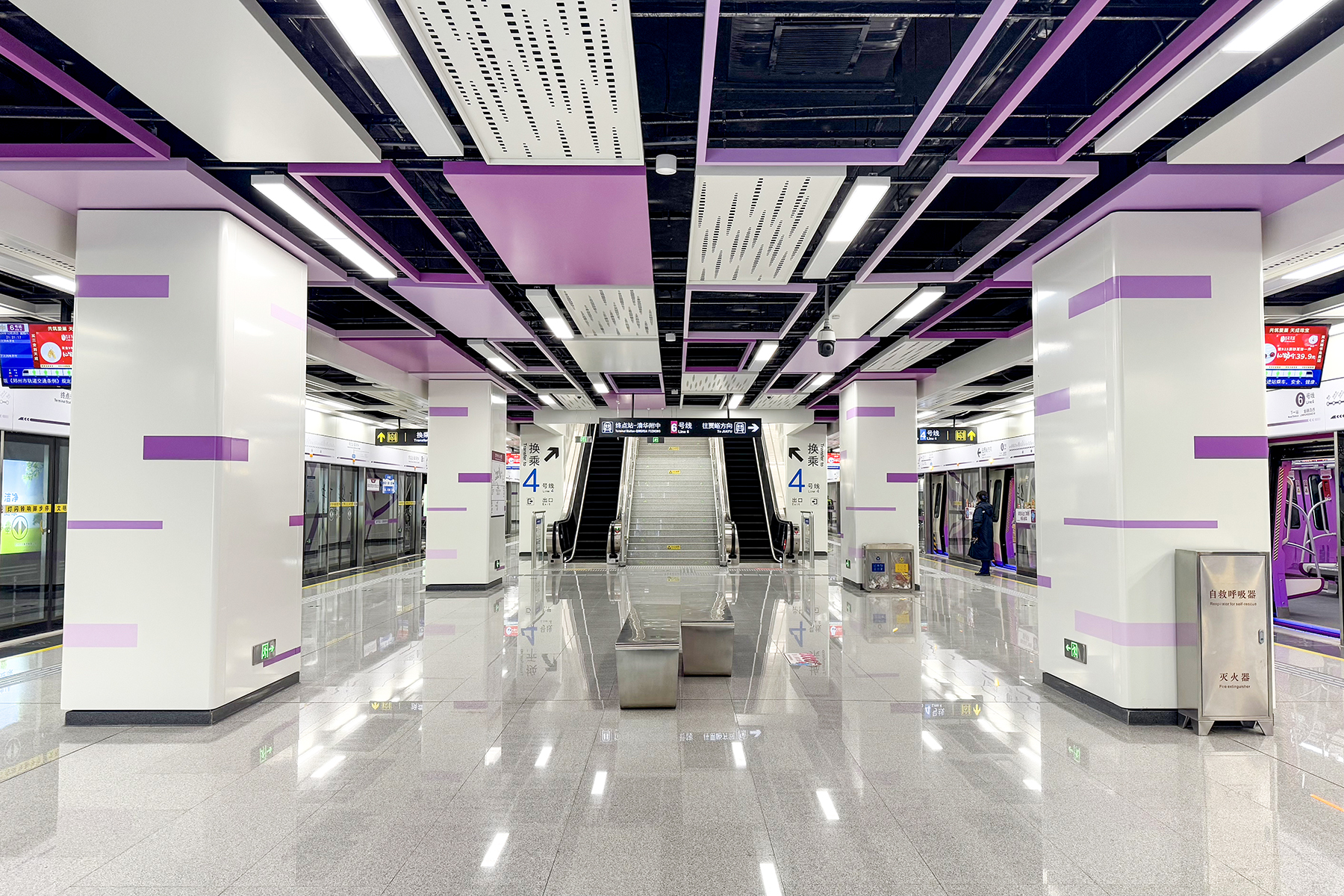
6号线站台

### 出入口
清华附中站设有A-F共6个出入口，A、B、C、F口连接地面和4号线站厅非付费区，分别位于龙湖中环北路与龙津路交叉口的东南、西南、西北、东北四角。D、E口连接地面和6号线站厅非付费区，分别位于龙津路的西侧和东侧。无障碍电梯设于B口和D口。目前F口暂未启用。
该站各出入口信息参考下表。
| 清华附中地铁站 | 清华附中地铁站   | 清华附中地铁站 | 清华附中地铁站 | 清华附中地铁站 |
| 编号           | 路线             | 路线           | 路线           | 备注           |
| -------------- | ---------------- | -------------- | -------------- | -------------- |
| S335           | 清华附中郑州学校 | ⇆              | 清华附中地铁站 |                |

| 清华附中地铁站 | 清华附中地铁站 | 清华附中地铁站 | 清华附中地铁站 | 清华附中地铁站 |
| 编号           | 路线           | 路线           | 路线           | 备注           |
| -------------- | -------------- | -------------- | -------------- | -------------- |
| S227           | 金城大道公交站 | ⇆              | 北三环经三路站 |                |

| 清华附中地铁站 | 清华附中地铁站 | 清华附中地铁站 | 清华附中地铁站 | 清华附中地铁站 |
| 编号           | 路线           | 路线           | 路线           | 备注           |
| -------------- | -------------- | -------------- | -------------- | -------------- |
| S227           | 金城大道公交站 | ⇆              | 北三环经三路站 |                |

## 历史
清华附中站于2020年12月26日随4号线的开通而启用。6号线车站由郑州一建集团承建，于2024年11月30日随郑州地铁6号线一期东北段开通运营而启用，清华附中站成为4号线和6号线的换乘站。